# Sunz of Man
Sunz of Man är en grupp som tillhör hiphopkollektivet Wu-Tang Clan.

## Medlemmar
- Killah Priest
- Hell Razah
- Prodigal Sunn
- 60 Second Assassin

## Diskografi
- The Last Shall Be First - 1998 (Album)
- The First Testament - 1999 (Album)
- Savior's Day - 2002 (Album)
- The Old Testament - 2006 (Album)